# Goa bitar 4
Goa bitar 4 är ett studioalbum från 1974 av det svenska dansbandet Jigs . Några låtar är på engelska.

## Låtar
1. "Nina och Marina"
2. "Honolulu väntar på mig"
3. "Vi har så mycket att säga varandra"
4. "Pernilla"
5. "För 70 år sedan"
6. "Stand Up"
7. "Kors i jösse namn"
8. "Då går vi på bio" ("Kissin' in the Back Row of the Movies")
9. "Hela sommaren" ("Hello Summertime")
10. "Goodbye, My Love, Goodbye"
11. "Bara 15 år"
12. "Har du saknat mig ibland"

### Fotnoter
1. ↑  Information Arkiverad 5 november 2014 hämtat från the Wayback Machine. i Svensk mediedatabas.